# ديفيد كارلن
ديفيد كارلن هو سياسي أمريكي، ولد في 1938. انتخب عضو مجلس ولاية رود آيلاند ‏.